# Магеллановий собака
Зорро магелановий, або магеллановий пес, патагонська лисиця, кульпео (Lycalopex culpaeus) — вид південноамериканських диких псів роду Зорро (Lycalopex).

## Поширення
Вид поширений від Еквадору та Перу на південь до Патагонії та Вогняної Землі. Найчастіше мешкає на західних схилах Анд, де населяє відкриті простори та листопадні ліси. Загалом же використовує безліч типів середовищ існування, починаючи від гірських місцевостей аж до лінії дерев униз до глибоких долин і відкритих пустель, чагарникових пампасів і до широколистяних букових лісів на півдні. Кульпео використовує весь спектр градієнтів вологи довкілля від сухої пустелі до широколистяних вологих лісів. В Андах Перу, Чилі, Болівії та Аргентині, кульпео досягає висоти 4800 м. Також окремі популяції існують на заході Фолклендських островів, де вони були інтродуковані людиною. Вимерлий фолклендський вовк ймовірно є найближчим родичем цієї тварини. 

## Морфологія
Морфометрія. Довжина голови й тіла: 58,5–101 см, вага: 4–12 кг. Це другий за розміром представник псових (Canidae) на континенті, після гривастого вовка (Chrysocyon brachyurus).
Опис. Зовнішнім виглядом нагадує руду лисицю, має сіре або руде хутро, щоки білуваті, білу шию та тонку смугу на спині. Зовнішні сторони ніг світло-рудувато-коричневі. Хвіст пухнастий, 50% довжини голови й тіла, з чорним закінченням і чорною плямою на верхній стороні біля основи. 
Зубна формула: I 3/3, C 1/1, P 4/4, M 2/3 = 42.

## Поведінка та відтворення
Дієта магелланового собаки складається з гризунів, кролів, птахів і ящірок, рідше рослинної їжі та падла. Інколи нападає на овець, через що на нього часто полюють. Головним чином кульпео ведуть нічний спосіб життя.
Вагітність триває 55–60 днів. У Чилі період вагітності обчислили рівним 65 дням і розмір приплоду від трьох до п'яти. Лисенята народжуються із закритими очима; вони відлучаються від молока у двомісячному віці, досягають розмірів дорослого у семимісячному віці.

## Генетика
Каріотип характеризується диплоїдним числом, 2n=74. Фундаментальне число, FN=76. 

## Загрози та охорона
В деяких районах вид рідкісний, але загалом далекий від вимирання. Основними загрозами є мисливство заради хутра і переслідування через те, що кульпео нападає на худобу та птицю. Проживає у багатьох природоохоронних областях.